# Wilhelm Florentin Lauter

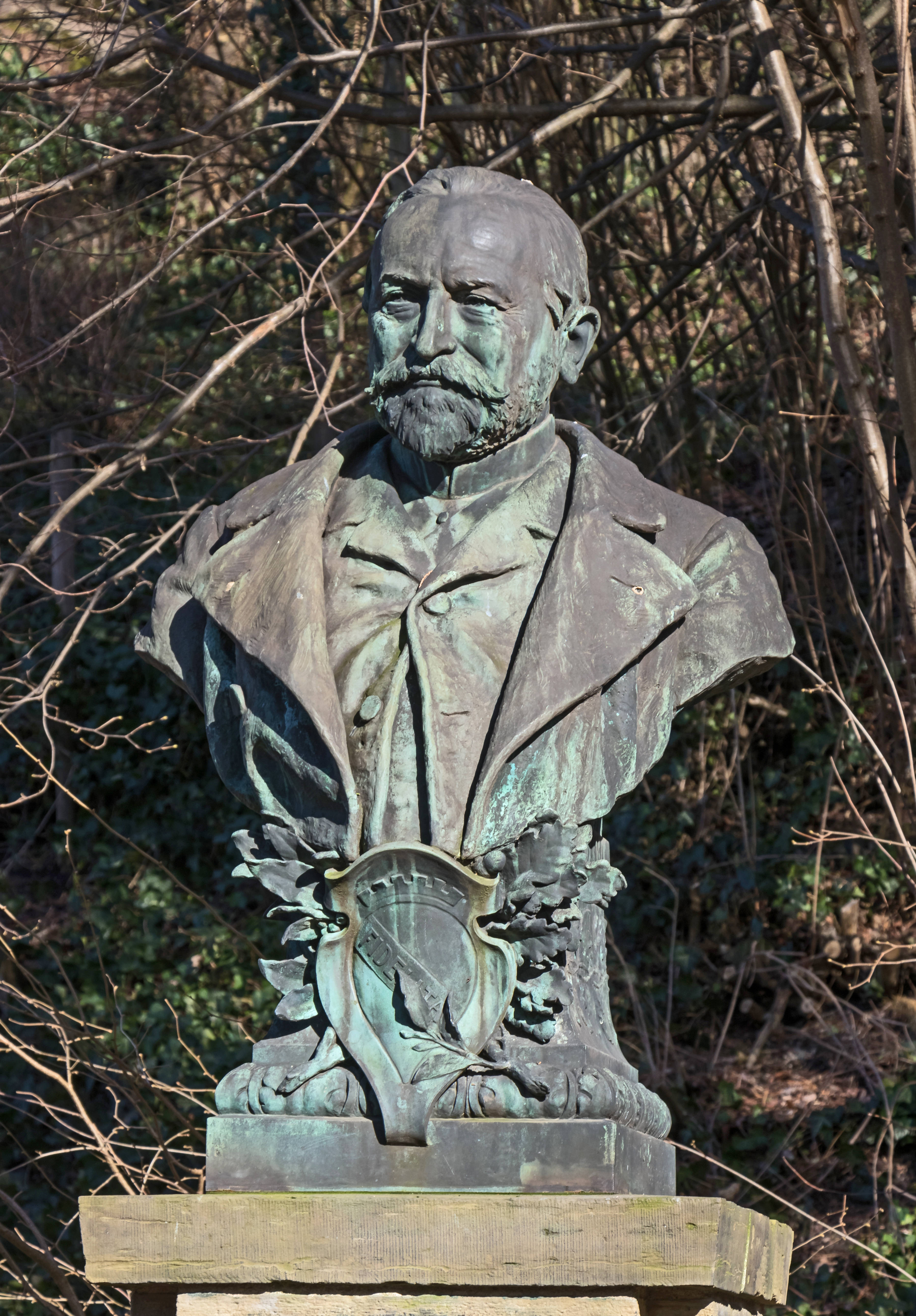
Von Hermann Volz gefertigte Büste von Lauter im Stadtgarten Karlsruhe, am Fuße des nach ihm benannten Lauterbergs

Wilhelm Florentin Lauter (* 11. Februar 1821 in Lörrach; † 11. April 1892 in Karlsruhe) war Oberbürgermeister der Stadt Karlsruhe.

## Leben
Lauter studierte an der Universität Heidelberg das Fach Kameralwissenschaften und arbeitete 1845 als Wiesenbautechniker bei der Hofdomänenkammer. Ab 1848 war er als Wiesenbaumeister im Staatsdienst tätig. Ab 1857 war er offiziell beurlaubt, um sich auf seine Betätigung im Tabakanbau zu konzentrieren. Außerdem betätigte er sich als Vertreter der Berliner Diskonto-Gesellschaft. Daher trat er auch 1863 endgültig aus dem Staatsdienst aus. Vom 30. Juni 1870 bis zum 11. April 1892 war er Oberbürgermeister der Stadt Karlsruhe sowie von 1873 bis 1874 Mitglied der Badischen Ständeversammlung.